# 南蟹谷村
南蟹谷村（みなみかんだむら）は、かつて富山県西礪波郡に存在した村。1955年4月1日をもって福光町に編入し消滅。現在は南砺市北西部に位置する南蟹谷地区で、全域が山間地で占められている。
村名は中世に存在した蟹谷荘に由来し、村名もその南部地域であることから名付けられた。

## 地理
- 現在の南砺市北西部に位置する。
- 国道304号や石川県道・富山県道27号金沢井波線が通う、金沢市と南砺市を結ぶ交通の要衝となっている。
- 温泉施設ぬく森の郷（小又）、福光湯谷温泉栄楽荘（湯谷）、高窪温泉（高窪）がある。

## 歴史
- 1889年（明治22年）4月1日 - 町村制の施行により、砂子谷村、人母(ひとぶ)村、高窪村、新保村、能美村、土山(どやま)村、小又(おまた)村、湯谷村及び蔵原村の区域をもって、礪波郡南蟹谷村が発足する。
- 1896年（明治29年）3月29日 - 郡制の施行のため、礪波郡が分割して、西礪波郡が発足により、西礪波郡に所属となる。
- 1955年（昭和30年）4月1日 - 西礪波郡福光町に編入する。